# Andrij Viktorovics Voronyin
Andrij Viktorovics Voronyin (ukránul: Андрій Вікторович Воронін; Odessza, 1979. július 21. –) ukrán labdarúgó.

## Pályafutása

### Klub
Fiatalként hazájában, a Csornomorec Odesza csapatánál kezdett komolyan focizni, első profi szerződését már Németországban kötötte a Borussia Mönchengladbachhal.

### Németország
A Mönchengladbachnál első mérkőzését a Bayern ellen játszotta, végül kilenc mérkőzésen egy találattal zárt. 2000-ben a Mainz játékosa lett negyvenötezer euróért.
A Mainznál folyamatosan egyre több mérkőzésen kapott lehetőséget, valamint egyre több gólt is szerzett. Utolsó szezonjában a másodosztály gólkirálya lett húsz góllal. Jó teljesítményének köszönhetően felmerült, hogy hazaigazol, de a Dinamo Kijiv érdeklődése végül nem bizonyult komolynak.
Más klubok érdeklődéséről is lehetett hallani, miközben a Mainz is szerette volna meghosszabbítani Voronyin szerződését, végül a Köln szerezte meg, amely akkor jutott vissza az első osztályba. Itt csak egy idényt töltött, majd miután a Köln kiesett, ő maga maradt a Bundesligában, ugyanis a Bayer 04 Leverkusen játékosa lett, amely már korábban kísérletet tett arra, hogy leigazolja. Itt két sikeres szezont töltött, egy alkalommal úgy jellemezték, hogy „veszélyesebb, mint a Leverkusen összes többi csatára” (Bernd Schneider, Robson Ponte, Oliver Neuville és Dimitar Berbatov).

### Liverpool
2007. február 25-én szerződött a "Vörösök" csapatához, lejáró szerződése miatt ingyen. Hivatalos bemutatására július hatodikán került sor, ekkor derült ki, hogy négyéves szerződést kötött a klubbal.
Első gólját augusztus 25-én, a Sunderland ellen szerezte a 87. percben, majd a következő fordulóban, a Reading ellen is betalált. Január 25-én bokasérülést szenvedett. Bár pályára lépett, innentől nem sikerült ismét megszilárdítania helyét a kezdőcsapatban. Egy szezont Németországban, a Herhában töltött kölcsönben. Itt sikerült visszanyernie formáját, ugyanis tizenegy gólt szerzett, így visszatért Liverpoolba. Itt övé lett egy mérföldkő: ő kapta a Bundesliga történetének ezredik piros lapját.
A 2009-10-es szezont Liverpoolban töltötte, azonban ez az évad hiába sikerült jól számára (tizenegy gólt szerzett, csakúgy, mint egy évvel korábban Berlinben), mégis távozott.

### Gyinamo Moszkva
2010. január 10-én hivatalosan is bejelentették, hogy Voronyin a Gyinamo Moszkvában folytatja pályafutását. Vételi ára 2 millió font volt.

### Válogatott
2002 januárjában, még mainzi játékosként kapott először meghívót az ukrán válogatottba. Ekkor az ellenfél egy barátságos mérkőzés keretében Románia volt, a mérkőzés végül 4–1-es ukrán győzelemmel zárult. A következő mérkőzéseken a szövetségi kapitány kihagyta őt a keretből a sokkal tapasztaltabb Sevcsenko, Rebrov és Vorobej miatt.
Részt vett a független Ukrajna első tornáján, a 2006-os világbajnokságon. Itt Ukrajna a negyeddöntőig jutott, ahol a később győztes Olaszország ellen ért véget a torna.

## Karrierje statisztikái

### Klub
| Klub                     | Szezon             | Bajnokság | Bajnokság | Kupa     | Kupa | Európa   | Európa | Összesen | Összesen |
| Klub                     | Szezon             | Mérkőzés  | Gól       | Mérkőzés | Gól  | Mérkőzés | Gól    | Mérkőzés | Gól      |
| ------------------------ | ------------------ | --------- | --------- | -------- | ---- | -------- | ------ | -------- | -------- |
| Borussia Mönchengladbach | 1997-98            | 7         | 1         | 0        | 0    | 0        | 0      | 7        | 1        |
| Borussia Mönchengladbach | 1998-99            | 0         | 0         | 0        | 0    | 0        | 0      | 0        | 0        |
| Borussia Mönchengladbach | 1999-00            | 2         | 0         | 0        | 0    | 0        | 0      | 2        | 0        |
| Mainz                    | 2000-01            | 10        | 1         | 1        | 0    | 0        | 0      | 11       | 1        |
| Mainz                    | 2001-02            | 34        | 8         | 2        | 1    | 0        | 0      | 36       | 9        |
| Mainz                    | 2002-03            | 31        | 20        | 1        | 0    | 0        | 0      | 32       | 20       |
| Köln                     | 2003-04            | 19        | 4         | 2        | 2    | 0        | 0      | 21       | 6        |
| Bayer Leverkusen         | 2004-05            | 32        | 15        | 1        | 0    | 5        | 2      | 38       | 17       |
| Bayer Leverkusen         | 2005-06            | 29        | 7         | 2        | 1    | 2        | 0      | 33       | 8        |
| Bayer Leverkusen         | 2006-07            | 31        | 10        | 2        | 0    | 10       | 2      | 43       | 12       |
| Liverpool                | 2007-08            | 19        | 5         | 2        | 0    | 7        | 1      | 28       | 6        |
| Hertha BSC               |                    |           |           |          |      |          |        |          |          |
| 2008-09                  | 27                 | 11        | 1         | 0        | 5    | 0        | 33     | 11       |          |
| Liverpool                | 2009-10            | 35        | 12        | 10       | 6    | 3        | 0      | 12       | 0        |
| Gyinamo Moszkva          | 2010               | 26        | 4         | 3        | 0    | 0        | 0      | 29       | 4        |
| Gyinamo Moszkva          | 2011-12            | 37        | 11        | 4        | 2    | 0        | 0      | 41       | 13       |
| Gyinamo Moszkva          | 2013–14            | 17        | 7         | 0        | 0    | 0        | 0      | 17       | 7        |
| Fortuna Düsseldorf       | 2012–13            | 9         | 0         | 1        | 0    | 0        | 0      | 10       | 0        |
| Németország              | Németország        | 231       | 77        | 13       | 4    | 22       | 4      | 266      | 85       |
| Anglia                   | Anglia             | 27        | 5         | 3        | 0    | 10       | 1      | 40       | 6        |
| Oroszország              | Oroszország        | 80        | 22        | 7        | 2    | 0        | 0      | 87       | 24       |
| Karrierje összesen       | Karrierje összesen | 338       | 104       | 21       | 6    | 32       | 5      | 391      | 115      |

### Válogatott
| #  | Időpont             | Helyszín              | Ellenfél      | Állás | Végeredmény | Kiírás       |
| -- | ------------------- | --------------------- | ------------- | ----- | ----------- | ------------ |
| 1. | 2002. október 12.   | Kijev, Ukrajna        | Görögország   | 2–0   | Győzelem    | Eb-selejtező |
| 2. | 2003. március 28.   | Kijev, Ukrajna        | Spanyolország | 2–2   | Döntetlen   | Eb-selejtező |
| 3. | 2005. március 30.   | Kijev, Ukrajna        | Dánia         | 1–0   | Győzelem    | Vb-selejtező |
| 4. | 2006. június 8.     | Luxembourg, Luxemburg | Luxemburg     | 3–0   | Won         | Barátságos   |
| 5. | 2006. augusztus 15. | Kijev, Ukrajna        | Azerbajdzsán  | 6–0   | Győzelem    | Barátságos   |
| 6. | 2007. november 21.  | Kijev, Ukrajna        | Franciaország | 2–2   | Döntetlen   | Eb-selejtező |
| 7. | 2011. június 1.     | Kijev, Ukrajna        | Üzbegisztán   | 2-0   | Győzelem    | Barátságos   |
| 8. | 2012. május 28.     | Kufstein, Ausztria    | Észtország    | 4-0   | Győzelem    | Barátságos   |